# Hopping Mappy
Hopping Mappy (ホッピングマッピー Hoppingu Mappī?) es un videojuego de acción publicado por Namco, originalmente como arcade, en abril de 1986. Funcionaba sobre una placa Namco System 86 y, como su nombre sugiere, es la secuela de Mappy, que había salido 3 años antes. Hopping Mappy fue publicado en la Consola Virtual de Wii en Japón el 2 de junio de 2009.